# Ventersdorp
Ventersdorp è un centro abitato del Sudafrica, situato nella provincia del Nordovest.